# Быстренский
 Быстренский — поселок в Краснобаковском районе Нижегородской области. Входит в состав сельского поселения Шеманихинский сельсовет.

## География
Посёлок находится в северо-восточной части Нижегородской области к востоку от реки Ветлуги, прилегая с востока к посёлку Шеманиха.

## Население
Постоянное население составляло 207 человек (русские 99 %) в 2002 году, 178 в 2010.